# Raseri (roman)
Raseri (engelska: Rage) är en roman av Stephen King, publicerad 1977 under pseudonymen Richard Bachman. Den gavs ut i svensk översättning 1987.
Romanen handlar om Charlie Decker, en till synes helt vanlig tonåring. En dag tar han med sig ett vapen till skolan och skjuter ihjäl två lärare. Därefter håller han sin skolklass som gisslan under resten av dagen. 
"Raseri" var en av de tre första romanerna som Stephen King skrev. Den blev dock refuserad, men när han slagit igenom stort med boken "Carrie" så kunde han ge ut den. Han valde dock att publicera den under pseudonymen Richard Bachman.
Romanen finns inte längre i tryck, eftersom King ville slippa kritik från folk som ansåg att den kunde inspirera våldsfixerade ungdomar till dödsskjutningar i skolan; en idé han fick sedan han fått veta att en tonåring som gjort detta hade ett ex av boken i sitt skåp, och en annan citerade boken när han sköt sin lärare: "Visst är det här bättre än algebra?"